# لوكاس سانتوس سيكوييرا
لوكاس سانتوس سيكوييرا (بالبرتغالية: Lucas Santos Siqueira) هو لاعب كرة قدم برازيلي في مركز الوسط، ولد في 23 سبتمبر 1988 في Bom Jardim, Rio de Janeiro ‏ في البرازيل. لعب مع نادي فاسكو دا غاما ونادي فريبورغنزيه الرياضي.

## وصلات خارجية
- لوكاس سانتوس سيكوييرا على موقع قاعدة بيانات كرة القدم.إي يو (الإنجليزية)
- لوكاس سانتوس سيكوييرا على موقع Soccerway.com (الإنجليزية)